# بنی کولبری
بنی کولبری (انگلیسی: Benny Kohlberg؛ زادهٔ ۱۷ آوریل ۱۹۵۴) اسکی‌باز صحرانوردی اهل سوئد بود.